# Аксентије
Аксентије је мушко хришћанско име, које води порекло од грчке речи „Auxentios“ у значењу „нарастао“. Име је хришћанског свеца.
Од овог имена изведена су имена Акса и Аксо.